# هامر اچ۳ لیموزین
هامر اچ۳ لیموزین خودرویی است ساخت کشور آمریکا (شرکت هامر). این خودرو جزء خودروهای تزیینی و فانتزی لیموزین می‌باشد. طول این خودرو ۱۳ متر و ۵۵ سانتی‌متر است. هامر اچ۳ لیموزین دارای مولد برق دوگانه و دو سری باتری خودرو می‌باشد. الیاف نوری در ساخت این خودرو به کار برده شده‌است. کف داخل این خودرو دارای سامانه رقص نور بوده و از لامپ‌های لاوا که لامپ‌های تزیینی هستند در آذین‌بندی آن استفاده کرده‌اند. این خودرو دارای سامانه‌های بسیار مدرن صوتی و تصویری است و از نور و روشنایی لیزری در آن استفاده شده‌است. ظرفیت خودرو هامر اچ۳ لیموزین ۱۲ تا ۱۴ نفر می‌باشد. این خودرو همچنین دارای ۵ تلویزیون ال‌سی‌دی پلاسما است.